# Pilar Bosch Monforte
Pilar Bosch Monforte   (c. 1929 - 7 de febrer de 2012) va ser una política i activista valenciana. Va exercir com a tinenta d'alcalde a l'Ajuntament de València a partir del 1979, en el primer mandat passat el franquisme, havent-se presentat a les llistes de la Unió de Centre Democràtic. En el càrrec, es va ocupar de la regidoria d'obres socials i va proposar batejar una gran via amb el nom del poeta espanyol Federico García Lorca, assassinat durant la dictadura. Després del pas pel consistori, es va dedicar a activitats solidàries i artístiques. Entre d'altres, es va implicar en la tasca d'Unicef, que va arribar a Espanya i a València gràcies al seu oncle Juan Bosch Marín, i va fundar el 1992 la Casa de l'Artista de la ciutat, de la qual va ser presidenta honorària fins que va morir. Pel que fa a la vida personal, va tenir un fill que va faltar abans que ella. En vida, Bosch va ser condecorada amb l'Orde del Mèrit Civil. Va viure fins al 2012, quan tenia 83 anys. Pòstumament, el 2016, el Consell Municipal de les Dones i per la Igualtat del mateix Ajuntament de València la va homenatjar dedicant-li una plaça a la ciutat.